# Gerónimo Briceño
Gerónimo Briceño (Benavente, provincia de Zamora) fue un funcionario y terrateniente español del siglo XVI que desempeñó diversos cargos al servicio de la administración pública.

## Biografía
Perteneció a la familia de los Briceño que acudió a Granada tras la reconquista y estuvo formada por terratenientes y funcionarios que acapararon oficios públicos tanto en el ámbito civil como en el militar. Fue oidor de la Real Chancillería de Granada, asistente de Sevilla, cargo similar al de gobernador, entre 1536 y 1537 y miembro del Consejo Real. Se casó con Isabel Osorio de Mendoza, hija del regidor de Granada y alguacil mayor de Jaén. De este matrimonio nacieron varios hijos, entre ellos Gerónimo Briceño de Mendoza (1529-1590) que ocupó entre otros cargos el de corregidor de Murcia, Burgos, Córdoba, Guadix-Baza-Almería y gobernador del principado de Asturias. Este último había casado con Doña Micaela de la Cueva y de la Vega (?-1596).